# Lewis Hamilton
Sir Lewis Carl Davidson Hamilton, MBE (* 7. ledna 1985 Stevenage, Hertfordshire, Velká Británie) je britský pilot Formule 1 a mistr světa z let 2008, 2014, 2015, 2017, 2018, 2019 a 2020.
V motokárách závodil od šesti let a vyhrál několik národních titulů. Jeho výkony zaujaly šéfa McLarenu Rona Dennise, který ho v roce 1998 přivedl do týmu jako člena programu na podporu mladých jezdců. V roce 2000 se stal evropským šampionem v motokárách, kde získal maximální počet bodů, a o rok později přestoupil do závodních aut. Postupoval skrz juniorské formule, kde získal titul například ve Formuli 3 nebo v GP2 Series. V roce 2007 podepsal smlouvu s McLarenem a při svém debutu v Grand Prix Austrálie 2007 se stal prvním jezdcem černé pleti ve Formuli 1. Ve své první sezóně vyhrál čtyři závody a celkově se umístil na druhém místě, pouhý bod za Kimi Räikkönenem. V roce 2008 získal svůj první titul a stal se v té době historicky nejmladším mistrem světa. S McLarenem získal řadu vítězství i v dalších sezónách.
V roce 2013 se po 15 letech rozloučil s McLarenem a podepsal smlouvu s Mercedesem, jeho týmovým kolegou byl Nico Rosberg. V tomto roce vyhrál pouze Grand Prix Maďarska, zavedení nových pravidel v roce 2014 ale způsobilo, že Mercedes začal dominovat. V letech 2014–2016 Hamilton a Rosberg vyhráli 51 z 59 závodů, Hamilton získal první dva tituly a Rosberg v roce 2016 jeden. Rosberg následně tým opustil a Hamilton získal další čtyři tituly za sebou. V roce 2021 se stal prvním pilotem Formule 1, který dokázal vyhrát 100 a více závodů a který získal 100 a více pole position. Titul ale nezískal, když ho v kontroverzním finále sezóny porazil Max Verstappen. V dalších letech nevyhrál ani jeden závod, a to až do Grand Prix Velké Británie 2024, kterou vyhrál již podeváté. Poté vyhrál ještě Grand Prix Belgie 2024, než po dvanácti sezónách Mercedes opustil a podepsal dvouletou smlouvu s Ferrari.

## Osobní život
Hamiltonovi prarodiče z otcovy strany emigrovali do Velké Británie z Grenady v 50. letech. Jeho dědeček pracoval v Londýnské podzemní dráze. Lewisova matka Carmen a otec Anthony (který je nyní IT konzultant) pojmenovali svého potomka po americkém olympijském vítězi v atletice, Carlu Lewisovi. Hamiltonovi rodiče se rozvedli, když byly Lewisovi 2 roky. Do svých deseti let žil Lewis u své matky, potom se svým otcem, nevlastní matkou a s nevlastním bratrem, trpícím mozkovou obrnou. V šesti letech začala Hamiltonova závodnická kariéra, když mu otec půjčil motokáru. Jeho otec měl zároveň 4 zaměstnání, aby mohl Lewis závodit. Stále mu však zbýval i čas, aby s Lewisem jezdil po závodech. Hamilton navštěvoval Školu Johna Henryho Newmana v Stevenage. Ve velmi nízkém věku už uměl karate, když si jeho závodnických úspěchů všímali místní rváči. Když mu bylo dvanáct let, získal svůj první černý pás v tomto sportu. Hamilton se věnoval i fotbalu, ve škole ho hrál dokonce s nynějším nadějným fotbalistou Ashley Youngem z Interu Milán jako záložník. Měl několikaletý vztah se zpěvačkou Nicole Scherzingerovou. Po přestupu do Mercedesu dostal Lewis mnohem větší prostor k aktivitám a pronikly na povrch jeho záliby v hudbu a módu. Hamilton se objevil v dokumentech Paradise Papers, které byly zveřejněny v listopadu 2017 a které odhalují daňové úniky skrze daňové ráje. V roce 2022 ke svému stávajícímu britskému občanství převzal i čestné brazilské občanství. Návrh na toto udělení usnesl André Figueiredo minulý rok na základě Hamiltonova třetího vítězství velké ceny Brazílie.

## Závodní kariéra

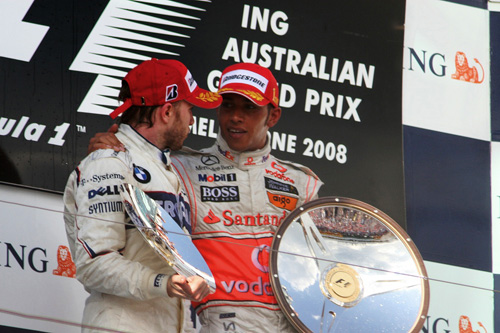
Lewis Hamilton na Australian Grand Prix 2008

### Motokáry
Hamilton začal s motokárami roku 1993, když mu bylo 8 let, a v podstatě ihned začal vyhrávat, co se dalo. Když mu bylo 9 let, setkal se s šéfem týmu McLaren Ronem Dennisem a řekl mu: „Jednou pro vás budu závodit… Budu závodit za McLaren.“
V letech 1993–1996 závodil Hamilton v juniorských soutěžích. Další jeho kroky vedly přes divize Junior Yamaha (roku 1997) a Junior Intercontinental A (v letech 1998–1999). V té době podepsal smlouvu s McLarenem jako jezdec, který bude tímto týmem podporován. Tato smlouva také obsahovala, že by mohl někdy jezdit ve Formuli 1. Hamilton se tak stal nejmladším pilotem historie, který už měl kontrakt s Formulí 1.
V roce 1999 tedy jezdil pohár Intercontinental A, v roce 2000 jezdil ve Formuli A, a roku 2001 ve Formuli Super A. Roku 2000 se stal Evropským šampiónem, když získal maximální počet bodů. Ve Formuli A a Super A, závodil za tým TeamMBM.com a jeho týmovým kolegou byl jeho pozdější týmový kolega v F1, Nico Rosberg. Díky svým motokárovým úspěchům byl v roce 2000 jmenován Britským závodnickým jezdeckým klubem jako „Vycházející Hvězda“.

### Juniorské formule
Hamiltonova závodnická kariéra v juniorských formulových vozech začala v roce 2001 v Britské Formuli Renault Winter Series, kde skončil celkově pátý. O rok později závodil v Britské Formuli Renault s týmem Manor. V té skončil třetí, když vybojoval tři vítězství a tři pole position. S týmem Manor pokračoval i v následujícím roce a tentokrát šampionát vyhrál, na kontě měl deset vítězství a porazil svého rivala, Alexe Lloyda. Když si zajistil titul, vynechal poslední dva závody, aby si mohl odbýt debut v šampionátu Britské Formule 3. Tady se mu ale moc nedařilo. V prvním závodě vypadl kvůli prasknuté pneumatice a ve druhém havaroval. Musel být převezen do nemocnice po kolizi se svým týmovým kolegou Torem Gravesem. Při Grand Prix Macau a v Koreji ale alespoň ukázal svou rychlost v kvalifikacích.
Hamilton a Manor měli v roce 2004 debut v Evropské sérii Formule 3. Vyhráli ale jen jeden závod a celkově byl Hamilton pátý. Také vyhrál Bahrajnskou F3 Superprix a jel také Grand Prix Macau F3. Na konci roku 2004 také poprvé testoval pro McLaren, na okruhu v Silverstone.
V roce 2005 se Lewis přesunul do Evropské série šampiónů ASM, kde šampionátu jasně dominoval, když vyhrál 15 z 20 závodů. Ještě stihl také vyhrát Formuli 3 Marlboro Masters na okruhu Zandvoort.
Po sezóně figuroval Hamilton v časopise Autosport mezi 50 nejlepšími jezdci roku 2005, kde byl na 24. místě. Po působení ve Formuli 3 podepsal s týmem ART Grand Prix smlouvu na rok 2006 v sérii GP2. Stejně jako ASM v F3 byl tým ART jedním z nejlepších týmů, když v něm v roce 2005 získal titul Nico Rosberg. Hamilton tento šampionát vyhrál hned na první pokus v roce 2006.
Mezi jeho výrazné výkony se řadí jasné vítězství v pátém závodě na Nürburgringu, přestože dostal penalizaci za překročení rychlosti v pit lane. Na své domácí trati v Silverstone zazářil Lewis znovu, když předjel dva své soupeře v nepříliš častém předjížděcím místě, zatáčce Becketts, kterou projížděl ze všech nejrychleji. Své předjížděcí schopnosti prokázal i v Istanbulu, kde se po „hodinách“ probojoval z 18. místa na druhé v posledních zatáčkách. Hamilton se ale stal šampiónem GP2 za neobvyklých okolností. V předposledním závodě v Monze vyhrál Giorgio Pantano a v posledním kole zajel i nejrychlejší kolo, za které měl dostat bod navíc. Zajel ho však při žlutých vlajkách a komisaři rozhodli, že zpomalil příliš málo, aby se vyhnul nebezpečí a nejrychlejší kolo mu neuznali. Onen bod za nejrychlejší kolo dostal Hamilton a tím si zajistil titul.
Zisk titulu v GP2 zároveň splýval s okolnostmi u týmu McLaren, které mu hrály do karet. Juan Pablo Montoya už v průběhu sezóny přestoupil do NASCAR a Kimi Räikkönen se stěhoval k Ferrari. Jedno místo měl jisté mistr světa Fernando Alonso, ale druhé bylo dlouho prázdné. Spekulovalo se tedy o Hamiltonovi, Pedru de la Rosovi (testovacímu jezdci, který nahradil Montoyu v průběhu sezóny), Garym Paffettovi (který dominoval DTM) a také o bývalém mistrovi světa Mikovi Häkkinenovi. Z těchto zvučných jmen byl vybrán mladý Lewis Hamilton. To bylo pro mnohé překvapením; mysleli si, že McLaren zvolí zkušeného de la Rosu či Paffetta, kteří přece jen testovali více. Toto rozhodnutí bylo oznámeno už 30. září, publikováno bylo až 24. listopadu z důvodu, aby nebylo překryto rozhodnutím Michaela Schumachera o konci kariéry.

## Formule 1

### McLaren (2007–2012)

#### 2007

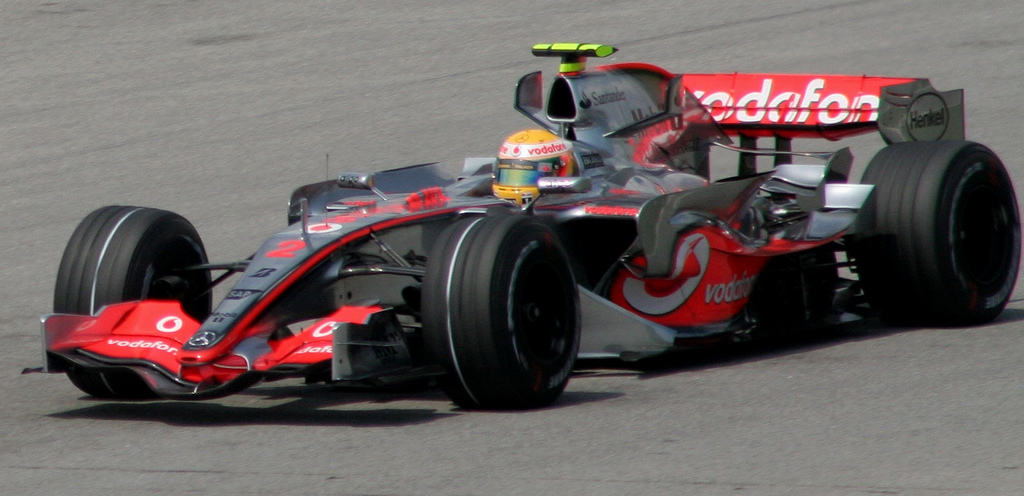
Hamilton v McLarenu při Grand Prix Malajsie 2007.

Při svém debutu v Australské Grand Prix roku 2007 se kvalifikoval jako čtvrtý a závod dokončil na třetím místě a stal se tak čtrnáctým nováčkem, který stanul při svém premiérovém závodě na stupních vítězů (včetně jezdců z první sezóny F1). V druhém závodě v Malajsii dojel na skvělém druhém místě a zajel své první nejrychlejší kolo. V Bahrajnu startoval poprvé z první řady, konkrétně z druhého místa, na kterém nakonec závod dokončil za vítězem Felipem Massou.
Na stejné pozici a znovu za Massou dojel i v Grand Prix Španělska a ujal se vedení v šampionátu. Tímto činem překonal Hamilton zakladatele týmu McLaren, Bruce McLarena, jako nejmladší jezdec, který vedl šampionát.
Hamilton začal být všude vychvalován. Šéf týmu Williams, Frank Williams, ho označil jako „superčlověka“, zatímco trojnásobní mistři světa Jackie Stewart a Niki Lauda už spekulovali, že by se mohl ještě v daném roce stát mistrem světa. Bývalý šéf týmu Jordan, Eddie Jordan, ale nesouhlasil a říkal, že Hamilton sice má talent, ale že v prvním roce šampionát nevyhraje. Sedminásobný mistr světa Michael Schumacher řekl, že Hamiltonův potenciál byl patrný už při GP2, ale že byl překvapen, že Hamiltonova důslednost se projevuje v tak mladém věku. Hamilton se dočkal i kritiky, a to od mistra světa z roku 1997 Jacquese Villeneuva, který ho označil před prvním závodem anglicky jako „nitty-gritty“. Villeneuve pak srovnával Lewisovy starty s těmi kontroverzními, které ukazoval Michael Schumacher. Hamiltonův způsob jízdy bylo brzy bráněno jeho kolegy z F1: Giancarlem Fisichellou, Alexanderem Wurzem, Nickem Heidfeldem, Markem Webberem a Felipem Massou.
Kontroverzní situace nastala při Grand Prix Monaka po závodě. Hamilton byl v průběhu závodu kontaktován s členy týmu, kteří mu řekli, ať se drží raději za Fernandem Alonsem. FIA ale jakékoli obviňování odmítla a uvedla, že pravidla porušena nebyla, jelikož se nestalo nic, co by nějak ovlivnilo výsledek závodu.

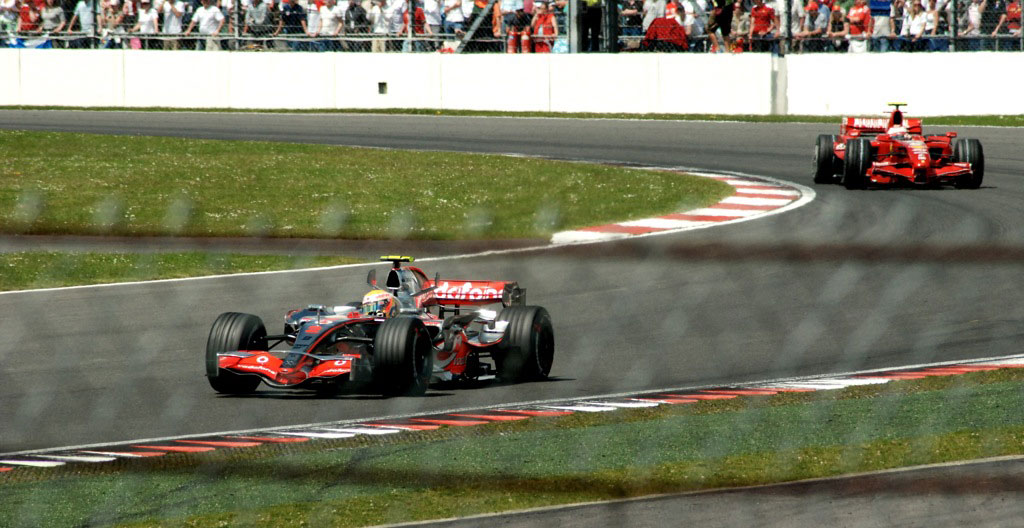
Hamilton získal pole position při domácí Grand Prix Velké Británie 2007, dojel však třetí. Získal ale deváté pódiové umístění v řadě.

Hamilton získal své první pole position při Grand Prix Kanady. Zvítězil prakticky stylem start–cíl a to i přesto, že na trať vyjel čtyřikrát safety car a jeho náskok byl vždy pryč. Vítězstvím si posílil vedení v šampionátu. O týden později v USA si opět vyjel pole position a také zvítězil. A byl tak prvním Britem od roku 1983, kterému se to povedlo (tenkrát to byl John Watson). A stal se druhým nováčkem, který vyhrál více než jeden závod ve své první sezóně (první jezdec, který to dokázal ale startoval v první sezóně F1 roku 1950, nováčky byli tenkrát všichni jezdci).
Tím, že na okruhu Magny-Cours dojel třetí za jezdci Ferrari Kimi Räikkönenem a Felippem Massou, zvýšil náskok v šampionátu na 14 bodů. V tomto závodě také poprvé za svou kariéru dopadl na konci závodu hůře než v kvalifikaci a poprvé byl na okruhu někým předjet (mimo zastávky v boxech). Na okruhu v Silverstone, Hamiltonově domácí Grand Prix, startoval Lewis znovu jako první a vedl prvních 16 kol závodu, nakonec se před něj ale dostal jeho týmový kolega Alonso a také vítěz Räikkönen. Lewis dojel za těmito dvěma jezdci o 40 sekund později. Stále ale vedl šampionát s náskokem 12 bodů na Fernanda Alonsa. Druhá půlka sezóny už nebyl pro Lewise tak skvělá jako ta první. V Grand Prix Evropy dojel poprvé až za hranicí bodovaných příček, konkrétně na devátém místě. Vyhrál ovšem závody v Maďarsku a Japonsku. První výpadek přišel v Číně, kdy měl Lewis problémy s pneumatikou, a do boxů zajel příliš pozdě. Zůstal stát ve štěrku před boxovou uličkou a závod pro něj skončil. Před posledním závodem tak vedl šampionát s náskokem 4 bodů na Alonsa a 7 bodů na Räikkönena. Už to vypadalo na to, že Hamilton titul získá, ovšem závod v Brazílii se mu vůbec nepovedl. Nejdříve se při předjíždění Fernanda Alonsa propadl až za bodovaná umístění a poté měl problémy s vozem, po nichž se propadl téměř až na chvost pole. Nakonec se probojoval k sedmému místu, které mu ale na titul nestačilo. Díky většímu počtu druhých míst ale porazil svého o mnoho zkušenějšího kolegu, Fernanda Alonsa a mnoho dalších skvělých jezdců, za což si jako nováček jistě zaslouží uznání.

#### 2008 – mistr světa
Dne 18. ledna 2008 tým McLaren oficiálně potvrdil podpis pětileté smlouvy s Lewisem Hamiltonem, který sám rád tvrdí, že by za jiný tým jezdit nikdy nechtěl. Jeho týmového kolegu z minulé sezony vystřídal mladý fin Heikki Kovalainen, se kterým se zná již od svých čtrnácti let z motokár. Plány v novém formulovém ročníku má jasné, poučit se ze svých chyb, potvrdit talent a samozřejmě dosáhnout na metu nejvyšší – mistrovský titul. K uskutečnění cílů by mu měl pomoci nový monopost MP4-23 na jehož vývoji se sám intenzivně podílel, a proto by měl jeho osobitému stylu sedět ještě lépe než předchozí model. První testy prokázaly že je vůz dostatečně rychlý, spolehlivý a lehce ovladatelný, dle očekávání se též ukázalo, že během prvních testovacích dnů je jediným srovnatelným soupeřem mistr světa z minulé sezony – Scuderia Ferrari.

#### 2009

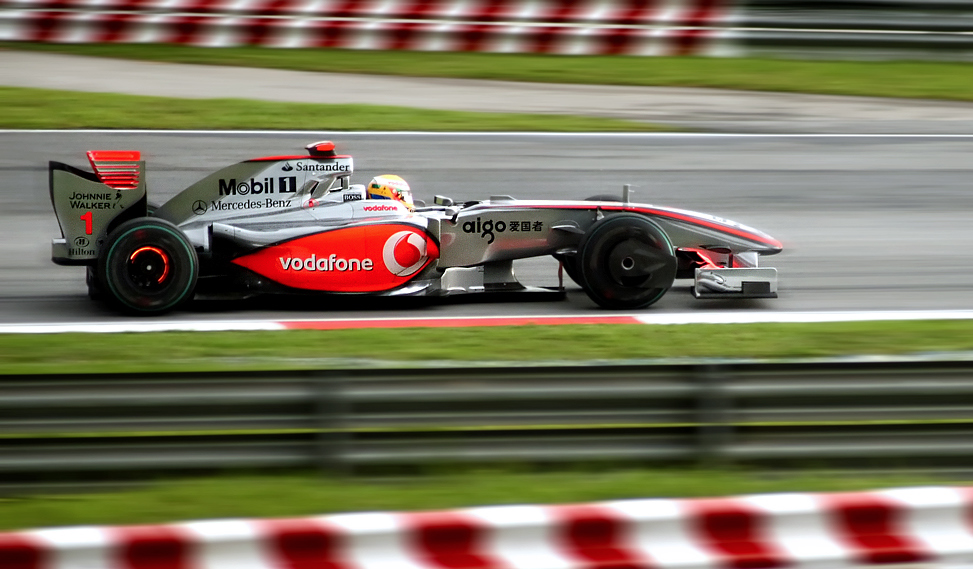
Hamilton ve voze McLaren při Grand Prix Malajsie 2009.

Cestu za obhajobou titulu začal Lewis při Grand Prix Austrálie 2009. Po závodě byl klasifikován na 4. místě. Na protest McLarenu byl ale poté diskvalifikován Jarno Trulli, který Hamiltona předjel při safety caru. Trulli se však jen vracel na své původní místo (protože se nesmí při safety caru předjíždět) poté, co v jedné ze zatáček vyjel z trati. Tým McLaren pak byl obviněn ze lži, jelikož radiová komunikace potvrdila, že Hamilton dostal pokyn od týmu Trulliho před sebe pustit. Lewis byl poté ze závodu diskvalifikován a Trulli se vrátil na 3. pozici. V následujících dvou Velkých cenách poznamenaných deštěm sice Hamilton bodoval, avšak na pódium ztrácel ještě hodně. Své nadlouho poslední body si připsal v Bahrajnu, jelikož v následujících 5 závodech skončil bez bodu.
Štěstí se na něj usmálo až v Maďarsku, kde poprvé v sezóně zvítězil. Formu potvrdil i v dalším závodě, kde dojel 2. Smůlu měl v Belgii, kde se zapletl do kolize v 1. kole. Honba za 2. místem se mu stala osudnou v Itálii, kde havaroval v posledním kole.
Druhé a poslední vítězství sezóny přišlo v Singapuru, dobře navázal i v Japonsku a Brazílii kde skončil shodně na 3. pozici. Ani v premiéře na novém okruhu Abu Zabí si nevedl zle, jezdil 2., ale ve 20. kole byl nucen odstoupit kvůli poruše brzd.
Celkově se Hamiltonovi sezóna příliš nevydařila, titul neobhájil a skončil na konečném 5. místě, což je jeho dosud nejhorší umístění v šampionátu. Dobré výsledky z konce sezóny snad pro něj ale znamenají blýskání na lepší časy.

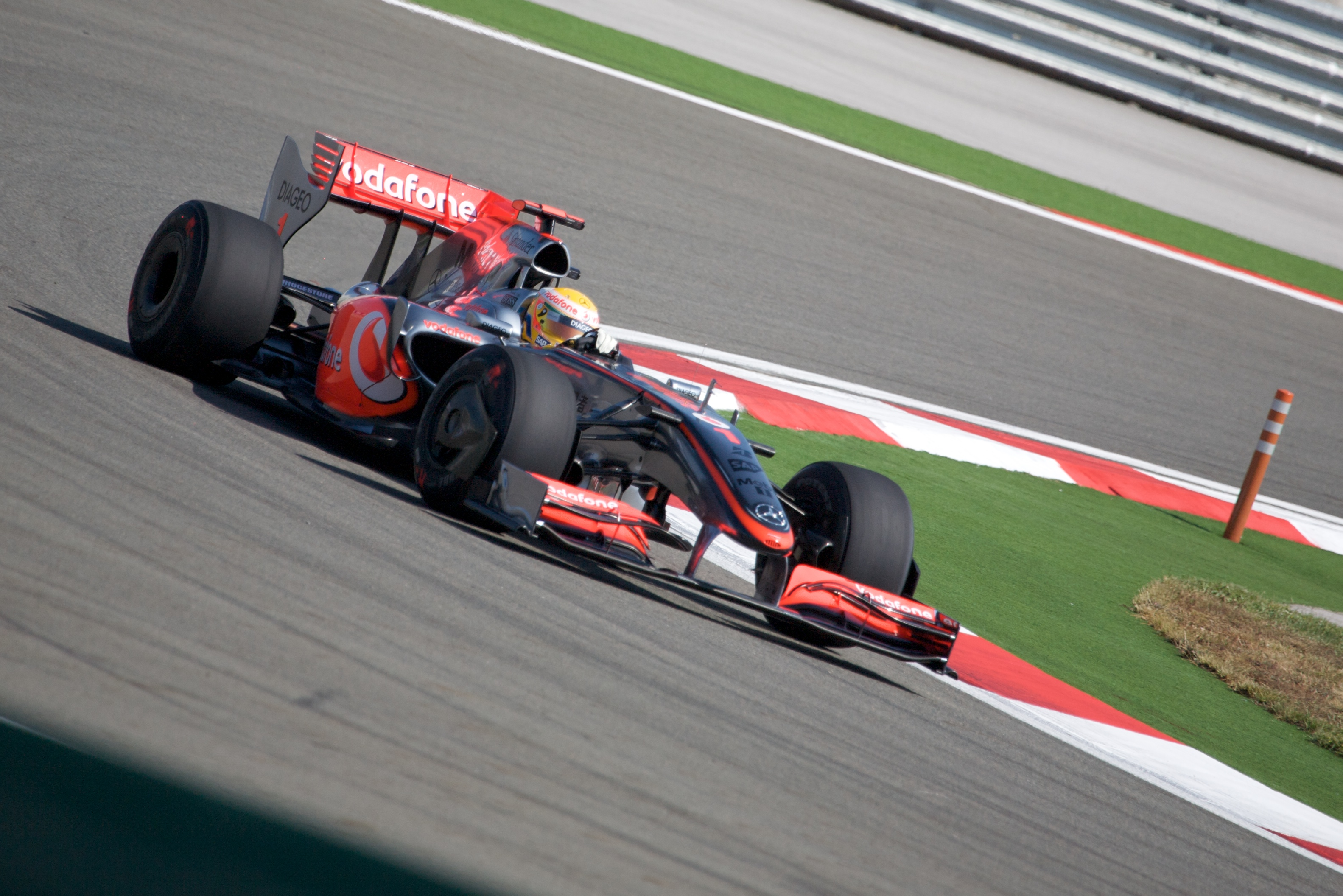
Hamilton ve voze McLaren při Grand Prix Turecka 2009.

#### 2012
Sezónu 2012 zahájil v Grand Prix Austrálie pole position, ovšem již v první zatáčce po startu jej předjel týmový kolega z McLarenu Jenson Button a obhájce titulu mistra světa Sebastian Vettel z Red Bull Racing. V úvodní velké ceně tedy Hamilton obsadil třetí místo. I v Malajsii vyhrál kvalifikaci, v průběhu deštivého závodu se zdržel v boxech a vedení se ujal Fernando Alonso z Ferrari následovaný Sergio Pérezem na sauberu, v tomto pořadí jezdci dojeli až do cíle. V kvalifikaci na VC Číny si vyjel druhé místo, avšak kvůli výměně převodovky byl odsunut až na 7. startovní pozici. Z té se probojoval na konečné třetí místo. Do Grand Prix Bahrajnu odstartoval ze druhé pozice, po zdržení v boxech skončil až osmý. Ve Španělsku vyhrál kvalifikaci, avšak kvůli nedostatku paliva pro odebrání vzorku pro expertizu jej sportovní komisaři diskvalifikovali. Z posledního místa na startu si po problémech při zastávce v boxech, kdy narazil do špatně odloženého vyměněného kola, vyjel osmé místo. V Grand Prix Monaka si ze 4. místa v kvalifikaci vyjel páté místo, když jej překonal odlišnou strategií Sebastian Vettel.
Hamilton podával výborné a vyrovnané výkony, ale kvůli nepřízni techniky a chybám vlastního týmu nemohl bojovat o titul mistra světa. Kvůli technickým problémům musel Hamilton během sezóny dvakrát odstoupit ze závodu z prvního místa a přišel tak o veledůležité body.
Získal 4 vítězství a se 190 body skončil v pořadí Poháru jezdců na čtvrté příčce. Po sezóně opustil tým McLaren a připojil se k méně konkurenceschopného Mercedesu, kde nahradil Michaela Schumachera

### Mercedes (2013–2024)

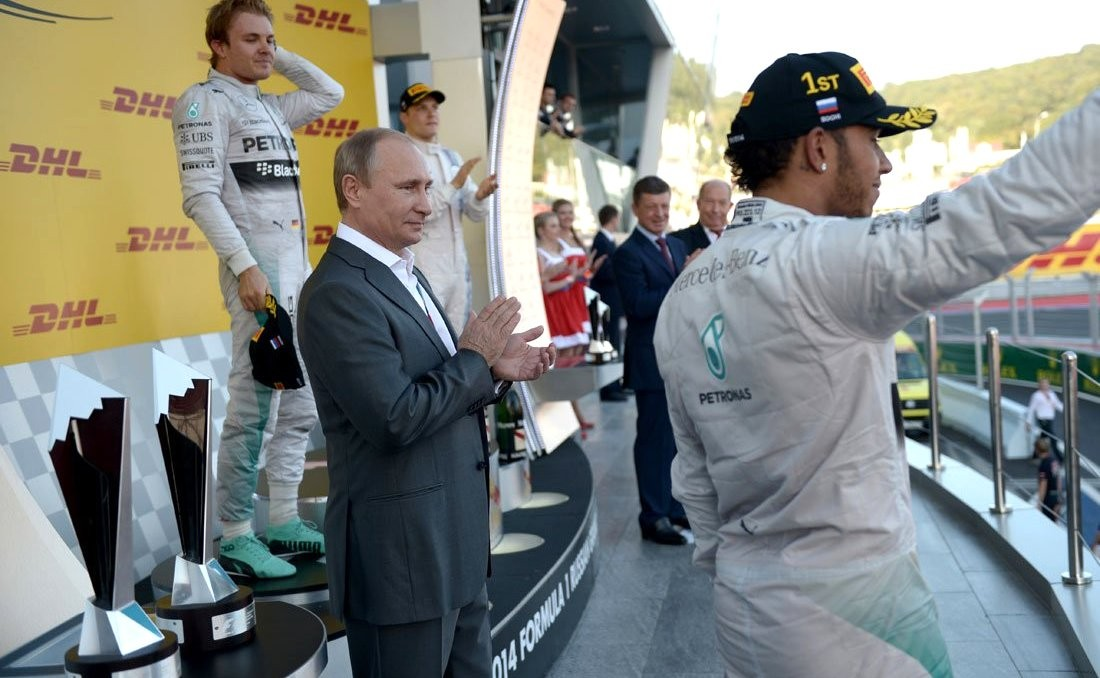
Hamilton vyhrál Grand Prix Ruska v říjnu 2014

#### 2013
Hamiltonův přestup k Mercedesu mnoho lidí nechápalo. Očekávání byla veliká a Hamilton rozhodně nezklamal. V prvním závodě sezóny v australském Melbourne Hamilton všechny překvapil, když v kvalifikaci vybojoval 3. místo. Bohužel to v závodě nedokázal zopakovat, přesto vybojoval 5. místo, což je lepší umístění, než se původně očekávalo. Velkým problémem Mercedesu byla závodní rychlost, ta nebyla vůbec dobrá a pneumatiky týmu Mercedes také neseděly. Přesto hned svůj druhý závod skončil na 3. místě. V Číně dokonce získal své první pole position za tým Mercedes, ale nedokázal ho přetavit ve vítězství a dojel opět na 3. místě. V dalších závodech se Mercedes trápil s vysokou degradací pneumatik a Hamilton získal v Bahrajnu a Španělsku dohromady jenom 10 bodů. V Kanadě se Hamilton opět vrátil na pódium, dojel na 3. místě. Následující GP se jela v Hamiltonově domovině, Británii. Hamilton zde získal pole position a v závodě ho povzbuzovaly plné tribuny. Bohužel se dostavil defekt pneumatiky a Hamilton musel odstoupit z prvního místa, nakonec dokončil závod na 4. místě. Zlom nastal v Maďarsku, kde Hamilton překvapivě vyhrál kvalifikaci. Povedlo se mu fantastické kolo a překonal Sebastiana Vettela, sám tomu nemohl uvěřit. I přes vysokou teplotu, která nevyhovuje vozům stáje Mercedes, Hamilton podal jeden z nejlepších výkonů své kariéry a suverénně si dojel pro své 4. vítězství v Maďarsku a zároveň pro své první za tým Mercedes AMG F1. Do konce sezóny stanul ještě jednou na pódiu a to v Belgii. Sezónu zakončil na 4. místě celkového hodnocení se 189 body.

#### 2022
Sezóna roku 2022, jeho šestnáctá v pořadí, byla první v Hamiltonově kariéře, ve které nezvítězil ani v jednom závodě; monopost Mercedes se potýkal s porpoisingem (česky „dynamickou oscilací“) a nebyl dostatečně rychlý na začátku sezóny. V druhé polovině sezóny Mercedes byl schopen částečně problémy odstranit, ale v té době již nebyl Hamilton kandidátem na titul mistra; získal alespoň 9 pódiových umístění (5x druhé místo, 4x třetí místo) a v celkovém hodnocení sezóny se umístil na 6. místě s 240 body. Poprvé od roku 2016 tak byl poražen týmovým kolegou, kterým byl nově George Russell. Mercedes mezi týmy skončil třetí.

#### 2023
Se stejným týmovým kolegou Russellem ani v sezóně 2023 nedokázali bojovat s Red Bull Racing, který v této sezóně lámal rekordy. Mercedes v úvodu sezóny bojoval s Aston Martiny (zejména Alonso prokazoval novou motivaci), v dalším průběhu pak s Ferrari a McLareny. Hamilton zůstal opět bez vítězství, získal 6 pódiových umístění (3x druhé místo, 3x třetí místo), což mu spolu s body ze sprintových závodů přineslo celkové 3. místo v Poháru jezdců s 234 body. Mercedes odrazil nápor Ferrari a těsně uhájil druhou příčku v Poháru konstruktérů.

#### 2024
Chvíli poté, co 1. února 2024 Mercedes potvrdil odchod Hamiltona, bylo stájí Scuderia Ferrari HP vydáno oficiální prohlášení, že Hamilton s nimi podepsal víceletou smlouvu.
V poslední sezóně za Mercedes je týmovým kolegou opět George Russell. Po nepříliš úspěšném startu do sezóny se Hamilton po delším čekání (celkem 12 závodů) dočkal svého 198. pódiového umístění při Velké ceně Španělska.
Při velké ceně Británii vyhrál své 104 vítězství a stal se prvním jezdcem v historii formule 1, který vyhrál 9 na stejné trati. 

### Ferrari (2025–)

#### 2025
Ve Ferrari nahradí Hamilton Carlose Sainze Jr., jeho novým týmovým kolegou bude v italské stáji Charles Leclerc.

## Rekordy a ceny
- první Brit, který obhájil mistrovský titul
- pole position na 22 různých okruzích
- alespoň 1 kolo vedl v 18 závodech po sobě (předchozí rekord: 17)
- nejvíce pódiových umístění v první sezóně: 12 (předchozí rekord: 11)
- nejvíce po sobě jdoucích pódiových umístění v prvních závodech: 9 (předchozí rekord: 3)
- nejmladší jezdec, který vedl šampionát
- první jezdec, který ve své první sezóně vyhrál z pole position.
- nejvíce pole positions – 104 (předchozí rekord: 68 – Michael Schumacher)
- Brit s nejvíce mistrovskými tituly – 7 (předchozí rekord: 3 – Jackie Stewart)
- nejvíce výher: 104
- nejvíce (po sobě jdoucích) sezón s vítězstvím: 15
- V roce 2021 byl princem Charlesem pasován na rytíře
- Hamilton je také prvním jezdcem tmavé pleti ve formuli 1. Willy T. Ribbs (také černoch) roku 1986 na okruhu Estoril v Portugalsku pouze testoval pro tým Brabham, ale nikdy nestartoval v závodě F1.
- Je též prvním jezdcem tmavé pleti, který zvítězil na slavném okruhu Indianapolis v kterýchkoli závodech.
- Je třetím nejmladším pilotem, který získal pole position, a čtrnáctým pilotem v historii, který při svém debutu stál na stupních vítězů.
- Vyhrál 9 krát Grand Prix Velké Británie 2024, což se nikdy nikomu nepovedlo. Stalo se tak jeho 104 vítězství po 2 letech, 7 měsících a 5 dnech.

Za rok 2019 se stal Sportovcem roku v rámci Světové sportovní ceny Laureus. Cenu sdílel s Lionelem Messim.

## Výsledky
| Legenda k tabulce | Legenda k tabulce                                                                       |
| Barva             | Výsledek                                                                                |
| ----------------- | --------------------------------------------------------------------------------------- |
| Zlatá             | Vítěz                                                                                   |
| Stříbrná          | 2. místo                                                                                |
| Bronzová          | 3. místo                                                                                |
| Zelená            | Bodované umístění                                                                       |
| Modrá             | Nebodované umístění                                                                     |
| Modrá             | Dokončil neklasifikován (NC)                                                            |
| Fialová           | Odstoupil (Ret)                                                                         |
| Červená           | Nekvalifikoval se (DNQ)                                                                 |
| Červená           | Nepředkvalifikoval se (DNPQ)                                                            |
| Černá             | Diskvalifikován (DSQ)                                                                   |
| Bílá              | Nestartoval (DNS)                                                                       |
| Bílá              | Závod zrušen (C)                                                                        |
| Světle modrá      | Pouze trénoval (PO)                                                                     |
| Světle modrá      | Páteční testovací jezdec (TD)                                                           |
| Bez barvy         | Netrénoval (DNP)                                                                        |
| Bez barvy         | Vyřazen (EX)                                                                            |
| Bez barvy         | Nepřijel (DNA)                                                                          |
| Bez barvy         | Odvolal účast (WD)                                                                      |
| Bez barvy         | Nezúčastnil se (prázdné)                                                                |
| Označení          | Význam                                                                                  |
| Tučnost           | Pole position                                                                           |
| Kurzíva           | Nejrychlejší kolo                                                                       |
| †                 | Jezdec nedojel do cíle, ale byl klasifikován, protože odjel více než 90 % délky závodu. |
| ‡                 | Byl udělován poloviční počet bodů, protože bylo odjeto méně než 75 % délky závodu.      |
| Horní index       | Umístění bodujících jezdců ve sprintu                                                   |

### Závodní kariéra
| Sezóna | Série                            | Tým                              | Závody | Vítězství | PP | NK | Pódia | Body  | Umístění  |
| ------ | -------------------------------- | -------------------------------- | ------ | --------- | -- | -- | ----- | ----- | --------- |
| 2001   | Formula Renault UK Winter Series | Manor Motorsport                 | 4      | 0         | 0  | 0  | 0     | 48    | 7. místo  |
| 2002   | Formula Renault UK               | Manor Motorsport                 | 13     | 3         | 3  | 5  | 7     | 274   | 3. místo  |
| 2002   | Formula Renault 2000 Eurocup     | Manor Motorsport                 | 4      | 1         | 1  | 2  | 3     | 92    | 5. místo  |
| 2003   | Formula Renault UK               | Manor Motorsport                 | 15     | 10        | 11 | 9  | 13    | 419   | 1. místo  |
| 2003   | British Formula 3 Championship   | Manor Motorsport                 | 2      | 0         | 0  | 0  | 0     | 0     | —         |
| 2003   | Formula Renault 2000 Masters     | Manor Motorsport                 | 2      | 0         | 0  | 0  | 1     | 24    | 12. místo |
| 2003   | Formula Renault 2000 Germany     | Manor Motorsport                 | 2      | 0         | 0  | 0  | 0     | 25    | 27. místo |
| 2003   | Korea Super Prix                 | Manor Motorsport                 | 1      | 0         | 1  | 0  | 0     | —     | —         |
| 2003   | Macau Grand Prix                 | Manor Motorsport                 | 1      | 0         | 0  | 0  | 0     | —     | —         |
| 2004   | Formula 3 Euro Series            | Manor Motorsport                 | 20     | 1         | 1  | 2  | 5     | 69    | 5. místo  |
| 2004   | Bahrain Superprix                | Manor Motorsport                 | 1      | 1         | 0  | 0  | 1     | —     | 1. místo  |
| 2004   | Macau Grand Prix                 | Manor Motorsport                 | 1      | 0         | 1  | 0  | 0     | —     | 14. místo |
| 2004   | Masters of Formula 3             | Manor Motorsport                 | 1      | 0         | 0  | 0  | 0     | —     | 7. místo  |
| 2005   | Formula 3 Euro Series            | ASM Formule 3                    | 20     | 15        | 13 | 10 | 17    | 172   | 1. místo  |
| 2005   | Masters of Formula 3             | ASM Formule 3                    | 1      | 1         | 1  | 1  | 1     | —     | 1. místo  |
| 2006   | GP2 Series                       | ART Grand Prix                   | 21     | 5         | 1  | 7  | 14    | 114   | 1. místo  |
| 2007   | Formule 1                        | Vodafone McLaren Mercedes        | 17     | 4         | 6  | 2  | 12    | 109   | 2. místo  |
| 2008   | Formule 1                        | Vodafone McLaren Mercedes        | 18     | 5         | 7  | 1  | 10    | 98    | 1. místo  |
| 2009   | Formule 1                        | Vodafone McLaren Mercedes        | 17     | 2         | 4  | 0  | 5     | 49    | 5. místo  |
| 2010   | Formule 1                        | Vodafone McLaren Mercedes        | 19     | 3         | 1  | 5  | 9     | 240   | 4. místo  |
| 2011   | Formule 1                        | Vodafone McLaren Mercedes        | 19     | 3         | 1  | 3  | 6     | 227   | 5. místo  |
| 2012   | Formule 1                        | Vodafone McLaren Mercedes        | 20     | 4         | 7  | 1  | 7     | 190   | 4. místo  |
| 2013   | Formule 1                        | Mercedes-AMG Petronas F1 Team    | 19     | 1         | 5  | 1  | 5     | 189   | 4. místo  |
| 2014   | Formule 1                        | Mercedes-AMG Petronas F1 Team    | 19     | 11        | 7  | 7  | 16    | 384   | 1. místo  |
| 2015   | Formule 1                        | Mercedes-AMG Petronas F1 Team    | 19     | 10        | 11 | 8  | 17    | 381   | 1. místo  |
| 2016   | Formule 1                        | Mercedes-AMG Petronas F1 Team    | 21     | 10        | 12 | 3  | 17    | 380   | 2. místo  |
| 2017   | Formule 1                        | Mercedes-AMG Petronas Motorsport | 20     | 9         | 11 | 7  | 13    | 363   | 1. místo  |
| 2018   | Formule 1                        | Mercedes-AMG Petronas Motorsport | 21     | 11        | 11 | 3  | 17    | 408   | 1. místo  |
| 2019   | Formule 1                        | Mercedes-AMG Petronas Motorsport | 21     | 11        | 5  | 6  | 17    | 413   | 1. místo  |
| 2020   | Formule 1                        | Mercedes-AMG Petronas F1 Team    | 16     | 11        | 10 | 6  | 14    | 347   | 1. místo  |
| 2021   | Formule 1                        | Mercedes-AMG Petronas F1 Team    | 22     | 8         | 5  | 6  | 17    | 387.5 | 2. místo  |
| 2022   | Formule 1                        | Mercedes-AMG Petronas F1 Team    | 22     | 0         | 0  | 2  | 9     | 240   | 6. místo  |
| 2023   | Formule 1                        | Mercedes-AMG Petronas F1 Team    | 22     | 0         | 1  | 4  | 6     | 234   | 3. místo  |
| 2024   | Formule 1                        | Mercedes-AMG Petronas F1 Team    | 24     | 2         | 0  | 2  | 5     | 223   | 7. místo  |
| 2025   | Formule 1                        | Scuderia Ferrari HP              | 14     | 0         | 0  | 0  | 0     | 109*  | 6. místo* |

### Kompletní výsledky v GP2 Series
| Rok  | Tým            | 1         | 2         | 3           | 4          | 5         | 6         | 7         | 8         | 9         | 10        | 11        | 12         | 13        | 14        | 15        | 16         | 17        | 18        | 19        | 20        | 21        | Body | Umístění |
| ---- | -------------- | --------- | --------- | ----------- | ---------- | --------- | --------- | --------- | --------- | --------- | --------- | --------- | ---------- | --------- | --------- | --------- | ---------- | --------- | --------- | --------- | --------- | --------- | ---- | -------- |
| 2006 | ART Grand Prix | VAL FEA 2 | VAL SPR 6 | IMO FEA DSQ | IMO SPR 10 | NÜR FEA 1 | NÜR SPR 1 | CAT FEA 2 | CAT SPR 4 | MON FEA 1 | SIL FEA 1 | SIL SPR 1 | MAG FEA 19 | MAG SPR 5 | HOC FEA 2 | HOC SPR 3 | HUN FEA 10 | HUN SPR 2 | IST FEA 2 | IST SPR 2 | MNZ FEA 3 | MNZ SPR 2 | 114  | 1. místo |

### Kompletní výsledky ve Formuli 1
| Rok  | Tým                              | Šasi                   | Motor                                | 1       | 2        | 3       | 4      | 5       | 6      | 7       | 8       | 9       | 10      | 11     | 12      | 13      | 14      | 15      | 16      | 17       | 18       | 19       | 20      | 21     | 22      | 23      | 24    | Body  | Umístění  |
| ---- | -------------------------------- | ---------------------- | ------------------------------------ | ------- | -------- | ------- | ------ | ------- | ------ | ------- | ------- | ------- | ------- | ------ | ------- | ------- | ------- | ------- | ------- | -------- | -------- | -------- | ------- | ------ | ------- | ------- | ----- | ----- | --------- |
| 2007 | Vodafone McLaren Mercedes        | McLaren MP4-22         | Mercedes FO 108T 2,4 V8              | AUS 3   | MAL 2    | BHR 2   | ESP 2  | MON 2   | CAN 1  | USA 1   | FRA 3   | GBR 3   | EUR 9   | HUN 1  | TUR 5   | ITA 2   | BEL 4   | JAP 1   | CHN Ret | BRA 7    |          |          |         |        |         |         |       | 109   | 2. místo  |
| 2008 | Vodafone McLaren Mercedes        | McLaren MP4-23         | Mercedes FO 108V 2,4 V8              | AUS 1   | MAL 5    | BHR 13  | ESP 3  | TUR 2   | MON 1  | CAN Ret | FRA 10  | GBR 1   | GER 1   | HUN 5  | EUR 2   | BEL 3   | ITA 7   | SIN 3   | JPN 12  | CHN 1    | BRA 5    |          | ¨       |        |         |         |       | 98    | 1. místo  |
| 2009 | Vodafone McLaren Mercedes        | McLaren MP4-24         | Mercedes FO 108W 2,4 V8              | AUS DSQ | MAL 7‡   | CHN 6   | BHR 4  | ESP 9   | MON 12 | TUR 13  | GBR 16  | GER 18  | HUN 1   | EUR 2  | BEL Ret | ITA 12† | SIN 1   | JPN 3   | BRA 3   | ABU Ret  |          |          |         |        |         |         |       | 49    | 5. místo  |
| 2010 | Vodafone McLaren Mercedes        | McLaren MP4-25         | Mercedes FO 108X 2,4 V8              | BHR 3   | AUS 6    | MAL 6   | CHN 2  | ESP 14† | MON 6  | TUR 1   | CAN 1   | EUR 2   | GBR 2   | GER 4  | HUN Ret | BEL 1   | ITA Ret | SIN Ret | JPN 5   | KOR 2    | BRA 4    | ABU 2    |         |        |         |         |       | 240   | 4. místo  |
| 2011 | Vodafone McLaren Mercedes        | McLaren MP4-26         | Mercedes FO 108Y 2,4 V8              | AUS 2   | MAL 8    | CHN 1   | TUR 4  | ESP 2   | MON 6  | CAN Ret | EUR 4   | GBR 4   | GER 1   | HUN 4  | BEL Ret | ITA 4   | SIN 5   | JPN 5   | KOR 2   | IND 7    | ABU 1    | BRA Ret  |         |        |         |         |       | 227   | 5. místo  |
| 2012 | Vodafone McLaren Mercedes        | McLaren MP4-27         | Mercedes FO 108Z 2,4 V8              | AUS 3   | MAL 3    | CHN 3   | BHR 8  | ESP 8   | MON 5  | CAN 1   | EUR 19† | GBR 8   | GER Ret | HUN 1  | BEL Ret | ITA 1   | SIN Ret | JPN 5   | KOR 10  | IND 4    | ABU Ret  | USA 1    | BRA Ret |        |         |         |       | 190   | 4. místo  |
| 2013 | Mercedes AMG Petronas F1 Team    | Mercedes F1 W04        | Mercedes FO 108F 2,4 V8              | AUS 5   | MAL 3    | CHN 3   | BHR 5  | ESP 12  | MON 4  | CAN 3   | GBR 4   | GER 5   | HUN 1   | BEL 3  | ITA 9   | SIN 5   | KOR 5   | JPN Ret | IND 6   | ABU 7    | USA 4    | BRA 9    |         |        |         |         |       | 189   | 4. místo  |
| 2014 | Mercedes AMG Petronas F1 Team    | Mercedes F1 W05 Hybrid | Mercedes PU106A Hybrid 1,6 V6 t      | AUS Ret | MAL 1    | BHR 1   | CHN 1  | ESP 1   | MON 2  | CAN Ret | AUT 2   | GBR 1   | GER 3   | HUN 3  | BEL Ret | ITA 1   | SIN 1   | JPN 1   | RUS 1   | USA 1    | BRA 2    | ABU 1    |         |        |         |         |       | 384   | 1. místo  |
| 2015 | Mercedes AMG Petronas F1 Team    | Mercedes F1 W06 Hybrid | Mercedes PU106B Hybrid 1,6 V6 t      | AUS 1   | MAL 2    | CHN 1   | BHR 1  | ESP 2   | MON 3  | CAN 1   | AUT 2   | GBR 1   | HUN 6   | BEL 1  | ITA 1   | SIN Ret | JPN 1   | RUS 1   | USA 1   | MEX 2    | BRA 2    | ABU 2    |         |        |         |         |       | 381   | 1. místo  |
| 2016 | Mercedes AMG Petronas F1 Team    | Mercedes F1 W07 Hybrid | Mercedes PU106C Hybrid 1,6 V6 t      | AUS 2   | BHR 3    | CHN 7   | RUS 2  | ESP Ret | MON 1  | CAN 1   | EUR 5   | AUT 1   | GBR 1   | HUN 1  | GER 1   | BEL 3   | ITA 2   | SIN 3   | MAL Ret | JPN 3    | USA 1    | MEX 1    | BRA 1   | ABU 1  |         |         |       | 380   | 2. místo  |
| 2017 | Mercedes AMG Petronas Motorsport | Mercedes-AMG F1 W08    | Mercedes M08 EQ Power+ 1,6 V6 t      | AUS 2   | CHN 1    | BHR 2   | RUS 4  | ESP 1   | MON 7  | CAN 1   | AZE 5   | AUT 4   | GBR 1   | HUN 4  | BEL 1   | ITA 1   | SIN 1   | MAL 2   | JPN 1   | USA 1    | MEX 9    | BRA 4    | ABU 2   |        |         |         |       | 363   | 1. místo  |
| 2018 | Mercedes AMG Petronas Motorsport | Mercedes-AMG F1 W09    | Mercedes M09 EQ Power+ 1,6 V6 t      | AUS 2   | BHR 3    | CHN 4   | AZE 1  | ESP 1   | MON 3  | CAN 5   | FRA 1   | AUT Ret | GBR 2   | GER 1  | HUN 1   | BEL 2   | ITA 1   | SIN 1   | RUS 1   | JPN 1    | USA 3    | MEX 4    | BRA 1   | ABU 1  |         |         |       | 408   | 1. místo  |
| 2019 | Mercedes-AMG Petronas Motorsport | Mercedes-AMG F1 W10    | Mercedes M10 EQ Power+ 1,6 V6 t      | AUS 2   | BHR 1    | CHN 1   | AZE 2  | ESP 1   | MON 1  | CAN 1   | FRA 1   | AUT 5   | GBR 1   | GER 9  | HUN 1   | BEL 2   | ITA 3   | SIN 4   | RUS 1   | JPN 3    | MEX 1    | USA 2    | BRA 7   | ABU 1  |         |         |       | 413   | 1. místo  |
| 2020 | Mercedes-AMG Petronas F1 Team    | Mercedes-AMG F1 W11    | Mercedes M11 EQ Performance 1,6 V6 t | AUT 4   | STY 1    | HUN 1   | GBR 1  | 70A 2   | ESP 1  | BEL 1   | ITA 7   | TUS 1   | RUS 3   | EIF 1  | POR 1   | EMI 1   | TUR 1   | BHR 1   | SKR     | ABU 3    |          |          |         |        |         |         |       | 347   | 1. místo  |
| 2021 | Mercedes-AMG Petronas F1 Team    | Mercedes-AMG F1 W12    | Mercedes M12 E Performance 1,6 V6 t  | BHR 1   | EMI 2    | POR 1   | ESP 1  | MON 7   | AZE 15 | FRA 2   | STY 2   | AUT 4   | GBR 12  | HUN 2  | BEL 3‡  | NED 2   | ITA Ret | RUS 1   | TUR 5   | USA 2    | MXC 2    | SAP 1    | QAT 1   | SAU 1  | ABU 2   |         |       | 387,5 | 2. místo  |
| 2022 | Mercedes-AMG Petronas F1 Team    | Mercedes-AMG F1 W13    | Mercedes M13 E Performance 1,6 V6 t  | BHR 3   | SAU 10   | AUS 4   | EMI 13 | MIA 6   | ESP 5  | MON 8   | AZE 4   | CAN 3   | GBR 3   | AUT 38 | FRA 2   | HUN 2   | BEL Ret | NED 4   | ITA 5   | SIN 9    | JPN 5    | USA 2    | MXC 2   | SAP 23 | ABU 18† |         |       | 240   | 6. místo  |
| 2023 | Mercedes-AMG Petronas F1 Team    | Mercedes-AMG F1 W14    | Mercedes M14 E Performance 1,6 V6 t  | BHR 5   | SAU 5    | AUS 2   | AZE 67 | MIA 6   | MON 4  | ESP 2   | CAN 3   | AUT 8   | GBR 3   | HUN 4  | BEL 47  | NED 6   | ITA 6   | SIN 3   | JPN 5   | QAT Ret5 | USA DSQ2 | MXC 2    | SAP 8   | LVG 7  | ABU 9   |         |       | 234   | 3. místo  |
| 2024 | Mercedes-AMG Petronas F1 Team    | Mercedes-AMG F1 W15    | Mercedes M15 E Performance 1,6 V6 t  | BHR 7   | SAU 9    | AUS Ret | JPN 9  | CHN 92  | MIA 6  | EMI 6   | MON 7   | CAN 4   | ESP 3   | AUT 46 | GBR 1   | HUN 3   | BEL 1   | NED 8   | ITA 5   | AZE 9    | SIN 6    | USA Ret6 | MXC 4   | SAP 10 | LVG 2   | QAT 126 | ABU 4 | 223   | 7. místo  |
| 2025 | Scuderia Ferrari HP              | Ferrari SF-25          | Ferrari 066/14 1,6 V6 t              | AUS 10  | CHN DSQ1 | JPN 7   | BHR 5  | SAU 7   | MIA 83 | EMI 4   | MON 5   | ESP 6   | CAN 6   | AUT 4  | GBR 4   | BEL 7   | HUN 12  | NED     | ITA     | AZE      | SIN      | USA      | MXC     | SAP    | LVG     | QAT     | ABU   | 109*  | 6. místo* |